# 美麗鼻魚
美麗鼻魚，英文俗名為Elegant unicornfish，為輻鰭魚綱鱸形目刺尾魚亞目刺尾魚科的其中一個種，分布於印度洋熱帶海域，從紅海、東非至印尼，於1829年，德國動物學家和探險家Eduard Rüppell首次將 Naso elegans正式描述為Aspisurus elegans，其模式產地為紅海北部，棲息深度3-36公尺，本魚體呈橢圓形且側扁，下頷齒30-35顆，牙齒邊緣圓滑，身體的深度大約相當於標準長度的四分之一，並且隨著魚的生長而變得越來越長。雄魚尾柄上的脊骨比雌魚大，且雄魚尾鰭上下葉也較細長，體色整體為灰色，鼻子黑色，灰色的頭部由眼睛處的黃色條紋隔開，背鰭黃色，有一條薄薄的藍色邊緣，裡面有一條黑色帶紋，臀鰭和腹鰭呈深棕色，尾柄上的硬棘呈鮮豔的橙色，中間被一小塊白色隔開，尾鰭呈黃色，上下邊緣為黑色，背鰭硬棘6枚、背鰭軟條26-30枚，臀鰭硬棘2枚、臀鰭軟條27-30枚，體長可達45公分，棲息在礁石區、珊瑚礁區，單獨或成群活動，以藻類為食，可作為觀賞魚或食用魚。

## 擴展閱讀
維基物種上的相關：美麗鼻魚